# Love Is a Many-Splintered Thing
Love Is a Many-Splintered Thing, titulado El amor tiene muchas astillas en Hispanoamérica y El amor es una cosa hecha añicos en España, es el decimosegundo episodio de la vigesimocuarta temporada de la serie de animación Los Simpson. Se emitió el 10 de febrero de 2013 en Estados Unidos por FOX, dándole al episodio una temática para el día de San Valentín.

## Argumento
El episodio comienza con una narración, de Bart, recordando sus fracasos amorosos con las niñas, en especial con Mary Spuckler. Ya en la Escuela Primaria de Springfield, Bart se da cuenta de que Mary ha vuelto a  Springfield y ella le cuenta que está de nuevo con su familia, después de los acontecimientos de Moonshine River. A pesar de que continúan con su relación, Bart no le presta suficiente atención a Mary y en su lugar se centra en los videojuegos. A pesar de las advertencias de  Lisa, Bart sigue ignorando a Mary hasta que ella le dice que se deben tomar un descanso, a lo que Bart reconoce la expresión como una señal de advertencia de una ruptura potencial. Además, Mary comienza a mostrar interés en un niño de Brasil. Finalmente, Bart se da cuenta de que Mary ha roto con él, después de que ella le canta una canción de ruptura a través del teléfono.
Durante una discusión entre Homero y Marge, Bart se pone del lado de Homero, con el argumento de que los hombres no pueden entender a las mujeres mientras ellas mismas no digan lo que piensan. En respuesta a esto, Marge le dice a Homero exactamente lo que piensa de él, lo que lleva a Bart y Homero a ser expulsados de la casa. Ambos se alojan en  los Apartamentos Breakwood, un apartamento para los esposos que han sido expulsados de sus casas por sus esposas. Bart y Homero inicialmente se acostumbran a su nueva situación, pero los dos, junto con todos los otros esposos, pronto se dan cuenta de que tienen que ganar el amor de sus esposas, lo cual aprenden viendo películas de romance británicas. Teniendo esto en cuenta, Bart, Homero, y los otros maridos invitan a Mary, Marge, y las otras esposas al apartamento y comienzan a cantar al ritmo de la "Oda a la Alegría", con lo cual se ganan el corazón de todas las mujeres a excepción de Mary, que ha empezado a salir con el joven brasileño. El episodio termina cuando Lisa aparece informándole a Bart que las mujeres no deben ser ignoradas, tras lo cual se ve a Bart visitando un sitio de redes sociales, en donde ve el cambio de estado de relación de Mary a "soltera", y le envía un mensaje diciendo, "Te extraño". En una escena poscréditos, recibe una videollamada de Mary (recién enviadada), pero la naturaleza exacta de su respuesta se deja sin revelar.

## Producción

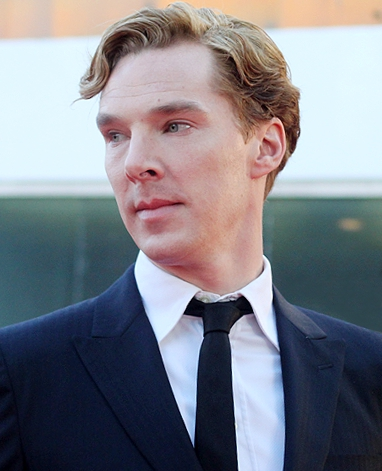
Benedict Cumberbatch

Benedict Cumberbatch fue llamado para su papel después de tener una reunión en el mismo estudio donde Los Simpson graban sus voces en off. Tras enterarse de que había un papel uncast, comentó: "Les dije: 'No me gusta entrometerme aquí, chicos, pero ¿puedo grabarlo?' Luego de eso, estaba de pie en una habitación con todas esas famosas voces: Bart, Marge, Homer, Lisa ". Sus dos pequeños papeles en el episodio no tuvieron relación con Sherlock, sino que interpretó a "un contador siniestro" y "un personaje parecido a una serpiente". Ya desde entonces, se aclaró que daría voz al papel del primer ministro británico y Severus Snape

## Recepción

### Valoraciones
El episodio recibió 2,0 en el ranking demográfico 18-49 y fue visto por un total de 4,19 millones de personas. Esto lo convirtió en el segundo programa más visto en Fox dentro de su bloque de animación nocturno. Dando una paliza a Bob's Burgers, American Dad, The Cleveland Show, pero siendo superado por Family Guy con 4.710.000

### Recepción crítica
El episodio fue recibido en su mayoría con críticas negativas, con Robert David Sullivan de  The A.V. Club dándole una D +, diciendo: "Esta es una historia inusualmente centrada en Los Simpsons, pero rellenada por cameos de autodesprecio y superficiales, al estilo de Family Guy, con celebridades para impresionar." De igual forma, Rob H. Dawson de TV equals, dijo, "Solo puedo decir que Love Is a Many-Splintered Thing es completamente aburrido y poco satisfactorio, eso es todo." Por otro lado, John Blabber de Bubbleblabber elogió la caricatura de Woody Allen y le dio al episodio un 9/10.